# 王淑娟
王淑娟（1959年1月12日—），臺灣女演員。
民國80年代，王淑娟因為主演中國電視公司《中視劇場》「花系列」戲劇中的悲劇人物，而被媒體封為「80年代的知名戲劇苦情女」。
在演藝圈不被視為偶像明星，常被劃分為「實力派演員」。
2000年後，王淑娟逐漸淡出演藝圈。花系列的其他演員，如李天柱、席曼寧、崔佩儀、艾偉、陳莎莉等人，仍有在螢光幕前活躍亮相，如戲劇、談話性節目等等；相反的，她則是專心於打拚事業與發展其他的興趣，另外她與男朋友尹先生至今一直維持不嫁不生的朋友關係。
2015年，王淑娟為了導演李岳峰而再度復出，參演中華電視公司八點檔新戲《愛你無條件》，首度挑戰電子花車女郎角色。

## 生平

### 早年
1959年出生的王淑娟，父親是軍人、母親是家庭主婦，由於家裡包含她，共有五個子女，父親長年在軍中生活，媽媽則要做手工藝品貼補家用，因此王淑娟表示：「小的時候便要學會照顧自己，七歲就要懂得按電鍋、八歲學炒菜。」

### 演藝生涯
王淑娟於1980年進入演藝界，並成為中國電視公司基本演員之一，開始活躍於螢幕。根據「台灣電視資料庫」查詢，王淑娟擔綱演出中視於1983年製作的《金獎劇場－歸情》。該120分鐘長度的電視單元劇，由李芷麟製作、王濱藻編劇、王中強導播，王淑娟、李芷麟、蔣黎麗等人參演，不但深受國內好評，並由中視提名角逐美國紐約國際電影電視節並獲得獎項。
不過讓王淑娟受到電視觀眾關注的是1992年，她開始主演《中視劇場》「花系列」戲劇，她以苦情角色而開始嶄露頭角，直至2000年止，主演該類型戲劇達10部以上。因為首播播出時間通常為晚上九點半，因此有台灣「九點半天后」之稱號。

### 改行
從2000年後，因甲狀腺亢進、脊椎側彎病狀，而淡出演藝圈，她跟隨男友投入成衣業，2009年，除了成衣業外，她又踏足餐飲業，除了開業外，許多人鼓勵她復出演藝圈出來拍戲，也收到許多電視台的劇本，她本人雖然也有意願，不過先以劇本創作為主，而婉拒這些戲約的邀請。
她在工作之餘，也嘗試創作劇本，為了體驗其中一個劇本內廚師的角色，而在2011年考取丙級廚師證照。

### 復出
2015年，王淑娟宣布正式復出後，接演華視2015年八點檔戲劇《愛你沒條件》。

## 電影
| 年份   | 片名           | 角色 | 導演   |
| ------ | -------------- | ---- | ------ |
| 1982年 | 我的爺爺       |      | 柯俊雄 |
| 1982年 | 十八層地獄     |      | 羅熾   |
| 1982年 | 苦戀           |      | 王童   |
| 1987年 | 冬天里的一把火 |      | 劉立立 |
| 1993年 | 異域2：孤軍    | 政芬 | 朱延平 |

## 電視劇
| 年份   | 頻道       | 劇名                                     | 角色            |
| 1988年 | 中視       | 錦繡劇坊- 圓緣                           | 林美卿          |
| 1988年 | 中視       | 誰來愛我                                 | 于平            |
| 1989年 | 中視       | 錦繡劇坊- 愛的謊言                       | 程秋儀          |
| 1990年 | 中視       | 花系列- 又見天堂鳥                       | 丁沛芸          |
| 1991年 | 中視       | 花系列- 野菊                             | 林秀蓮          |
| 1991年 | 中視       | 花系列- 菟絲戀                           | 朱華            |
| 1991年 | 華視       | 創作劇坊- 今生未了情                     | 江惠君/胡佑詩   |
| 1993年 | 中視       | 花系列- 木棉花的春天                     | 葉芷苓          |
| 1993年 | 中視       | 梅花三弄- 水雲間                         | 翠屏            |
| 1993年 | 華視       | 創作劇坊- 夢裡新娘                       | 唐倩、唐欣      |
| 1994年 | 中視       | 花系列- 香水百合花                       | 沈心蘭          |
| 1994年 | 公視       | 公視人生劇展- 天暗燒香去囉               | 秋鸞            |
| 1995年 | 中視       | 媽祖拜觀音- 靈鏡幽魂                     | 寶珠/寶玉       |
| 1995年 | 中視       | 花系列- 水晶花                           | 紀羅蘭          |
| 1995年 | 中視       | 台北屋簷下                               | 陳麗紅          |
| 1995年 | 華視       | 鳳冠情                                   | 秀菊            |
| 1995年 | 華視       | 創作劇坊- 天亮叫我                       | 周母            |
| 1996年 | 中視       | 花系列- 喜願花                           | 劉秀蘭          |
| 1996年 | 中視       | 斷掌順娘                                 | 麗紅            |
| 1997年 | 民視       | 星座女人系列之魔羯座：是不是愛情都這麼累 | 劉瓊            |
| 1997年 | 台視       | 添丁發財好運來                           | 林淑美          |
| 1997年 | 中視       | 花系列- 女人花                           | 宋玲            |
| 1998年 | 中視       | 花系列- 太陽花                           | 宋妍秋          |
| 1998年 | 中視       | 世間父母                                 | 王云英          |
| 1999年 | 華視       | 啞巴與新娘                               | 劉月彩          |
| 2000年 | 中視       | 貞女、烈女、豪放女                       | 陳席寧          |
| 2000年 | 中視       | 女人的勇氣                               | 莊麗君 、李曼玉 |
| 2015年 | 華視       | 愛你沒條件                               | 洪美英          |
| 2016年 | 三立台灣台 | 白鷺鷥的願望                             | 張素卿          |
| 2017年 | 三立台灣台 | 甘味人生                                 | 殷蝶舞          |
| 2018年 | 三立台灣台 | 金家好媳婦                               | 何佩霞(霞姐)    |
| 2020年 | 大愛       | 大林學校                                 | 林簡富美        |
| 2022年 | 大愛       | 搜尋者                                   | 黃秀燕          |
| 2023年 | 東森超視   | 阿叔                                     | 清水嬸          |
| 2024年 | 公視       | 不夠善良的我們                           | 簡媽媽          |
| 2024年 | 東森超視   | 阿榮與阿玉                               | 許春米          |
| 2025年 | 大愛       | 生命的麥田                               | 宋美智          |

## 廣告
- 花王「花王愛潔柔性洗潔精」

## 獎項紀錄

### 金鐘獎
| 年份 | 頒獎典禮     | 獎項     | 劇集       | 角色   | 結果 |
| ---- | ------------ | -------- | ---------- | ------ | ---- |
| 2000 | 第35屆金鐘獎 | 女配角獎 | 《太陽花》 | 宋妍秋 | 提名 |

## 外部連結
- 王淑娟的圓緣園的Facebook專頁
- 王淑娟在香港影庫上的簡介
- 中文電影資料庫─王淑娟 （页面存档备份，存于）
- 王淑娟在華文影史庫上的簡介 （页面存档备份，存于）（繁體中文）